# Préchacq-Navarrenx
Préchacq-Navarrenx település Franciaországban, Pyrénées-Atlantiques megyében. Lakosainak száma 179 fő (2022. január 1.). Préchacq-Navarrenx Dognen, Lay-Lamidou, Lucq-de-Béarn, Préchacq-Josbaig és Saucède községekkel határos.

## Népesség
A település népességének változása:
| Lakosok száma | 158  | 157  | 163  | 165  | 169  | 173  | 176  | 180  | 179  |
|               | 2013 | 2015 | 2016 | 2017 | 2018 | 2019 | 2020 | 2021 | 2022 |